# Влагтведдер-Велдгейс
Влагтведдер-Велдгейс (нід. Vlagtwedder-Veldhuis) — селище в нідерландській провінції Гронінген. Входить до муніципалітету Вестерволде.
Його площа становить 0,81км², а населення станом на 2021 рік складало 100 осіб.
Перша згадка про населений пункт датується 1634 роком.